# Changshan-Inseln
Die Changshan-Inseln (chinesisch 长山群岛, Pinyin Changshan Qundao oder 长山列岛,  Changshan Liedao) sind die zweitgrößte Inselgruppe Chinas. Sie liegen im Gelben Meer östlich der Halbinsel Liaodong der Provinz Liaoning. Sie bestehen aus über hundert Inseln, darunter die Inseln Dachangshan 大长山岛, Xiaochangshan 小长山岛, Guanglu 广鹿岛, Zhangzi 獐子岛 und Haiyang 海洋岛, wovon Dachangshan die größte ist. Die Inseln bilden den Kreis Changhai, der zur Stadt Dalian in der Provinz Liaoning gehört.

## Geschichte
Nach dem Japanisch-Russischen Krieg wurden die Changshan-Inseln von Japan annektiert, 1945 kamen sie zurück zu China. 